# Om jag finge som jag ville
Om jag finge som jag ville är en kuplett utgiven på stenkaka 1942, med text av Karl Gerhard och musik av Karl Olof Lagerkrans.
Första versen är en glad bagatell om att vara ung igen, ha muskulös figur och svärma i maj - dock inledd med "Om jag finge göra som jag vill - den refrängen känner alla till. Och det passar ganska bra för en som man i bojor i ett läger satt". Andra versen kommenterar det pågående andra världskriget, med en from önskan om lite mer frid på jord - "ej så mycket att det stör förstås, vissa typer älska ju att slåss" - och en glad fantasi där Stalin föreslår att man ska spela kille (underförstått istället för att kriga). Sista versen handlar om att "om NI finge som ni ville" så bröt ni upp ur ert äktenskap med stor fin våning och avbetalningar på dyra möbler och pälsar "och ni hyrde er en koja för två hjärtan uppå Värtan och sa' frun goodbye". Samtliga verser kommenteras med en klämkäck kör som svarar "Jo det skulle smaka paj", då och då med tillägget "med vaniljsås till".
Originalinspelningen från 1942 är utgiven av His Master's Voice, med Folkans orkester ledd av Lille Bror Söderlundh. Förutom på stenkaka finns kupletten utgiven på Karl Gerhard-samlingsskivorna Svenska sångfavoriter: Karl Gerhard och Etthundra år.